# Алфі Вайтмен
Алфі Вайтмен (англ. Alfie Whiteman, нар. 2 жовтня 1998, Лондон) — англійський футболіст, який грає на позиції воротаря, та до кінця травня виступав у складі клубу «Тоттенгем Готспур», у якому став переможцем Ліги Європи.

## Клубна кар'єра
Алфі Вайтмен народився 1998 року в Лондоні, та є вихованцем футбольної школи клубу «Тоттенгем Готспур». У 2020 році Вайтмена перевели до основної команди клубу, проте до основного складу воротар не пробився, і в 2021 році Вайтмена віддали в оренду до шведського клубу «Дегерфорс». Проте й після повернення з оренди футболіст не був гравцем основного складу «Тоттенгема», і в 2022 воротаря повторно віддали в оренду до «Дегерфорса». І після повернення з другої оренди Вайтмен також не став гравцем основного складу лондонської команди. Воротар був у запасі «Тоттенгема» у фіналі Ліги Європи УЄФА 2025 року, проте так само отримав звання переможця Ліги Європи УЄФА. 31 травня 2025 року клуб «Тоттенгем Готспур» повідомив, що не буде продовжувати контракт із Алфі Вайтменом.

## Виступи за збірні
2014 року дебютував у складі юнацької збірної Англії, загалом на юнацькому рівні грав до 2017 року, та взяв участь в 11 іграх, пропустивши 11 голів.

## Титули і досягнення
- Переможець Ліги Європи (1):

«Тоттенгем Готспур»: 2024–2025